# Northwest Snohomish
Northwest Snohomish è stato un census-designated place (CDP) degli Stati Uniti d'America, situato nello stato di Washington, nella contea di Snohomish.

## Geografia
Northwest Snohomish si trova alle coordinate  47°56′13"N 122°6′13"O (47.936926, -122.103607). 
Secondo l'Ufficio del Censimento degli Stati Uniti, il CDP ha un'area totale di 2,6 miglia quadrate (6,8 km2), di cui 2,5 miglia quadrate (6,6 km2) di terra e 0,1 miglia quadrate (0,2 km2) di essa (3,42%) di acqua.